# Babino, Kiustendil
Babino (în bulgară Бабино) este un sat în comuna Bobov Dol, regiunea Kiustendil,  Bulgaria. 

## Demografie
Componența etnică a satului Babino
     Bulgari (98,68%)
     Nicio identificare (1,31%)
     Altele (0%)
La recensământul din 2011, populația satului Babino era de 229 locuitori. Din punct de vedere etnic, majoritatea locuitorilor (98,68%) erau bulgari. Pentru 1,31% din locuitori nu este cunoscută apartenența etnică.